# Iain Ramage
Pour les articles homonymes, voir Ramage.
David Iain Ramage, né le 15 octobre 1956, est un arbitre international écossais de rugby à XV.

## Carrière
Il a débuté dans l'arbitrage en 1983. Il a arbitré son premier test match le 1er décembre 1996, il s'agissait d'un match opposant l'équipe d'Australie à l'équipe du pays de Galles. 
Iain Ramage a arbitré notamment un match du Tournoi des Six Nations (au 30-07-06).

## Palmarès
- 9 matchs internationaux (au 30 juillet 2006)